# Barbarenstein

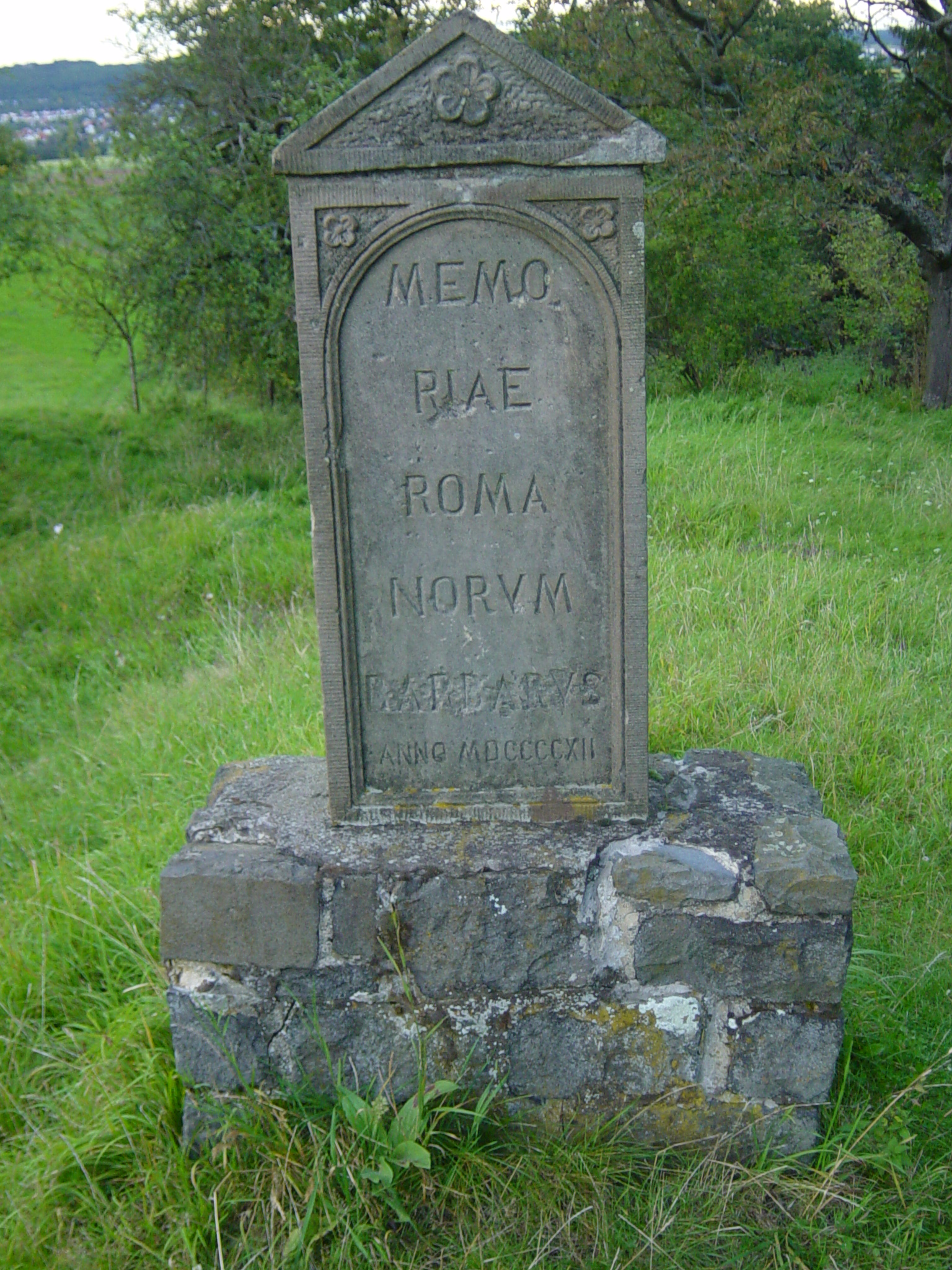
Vorderansicht

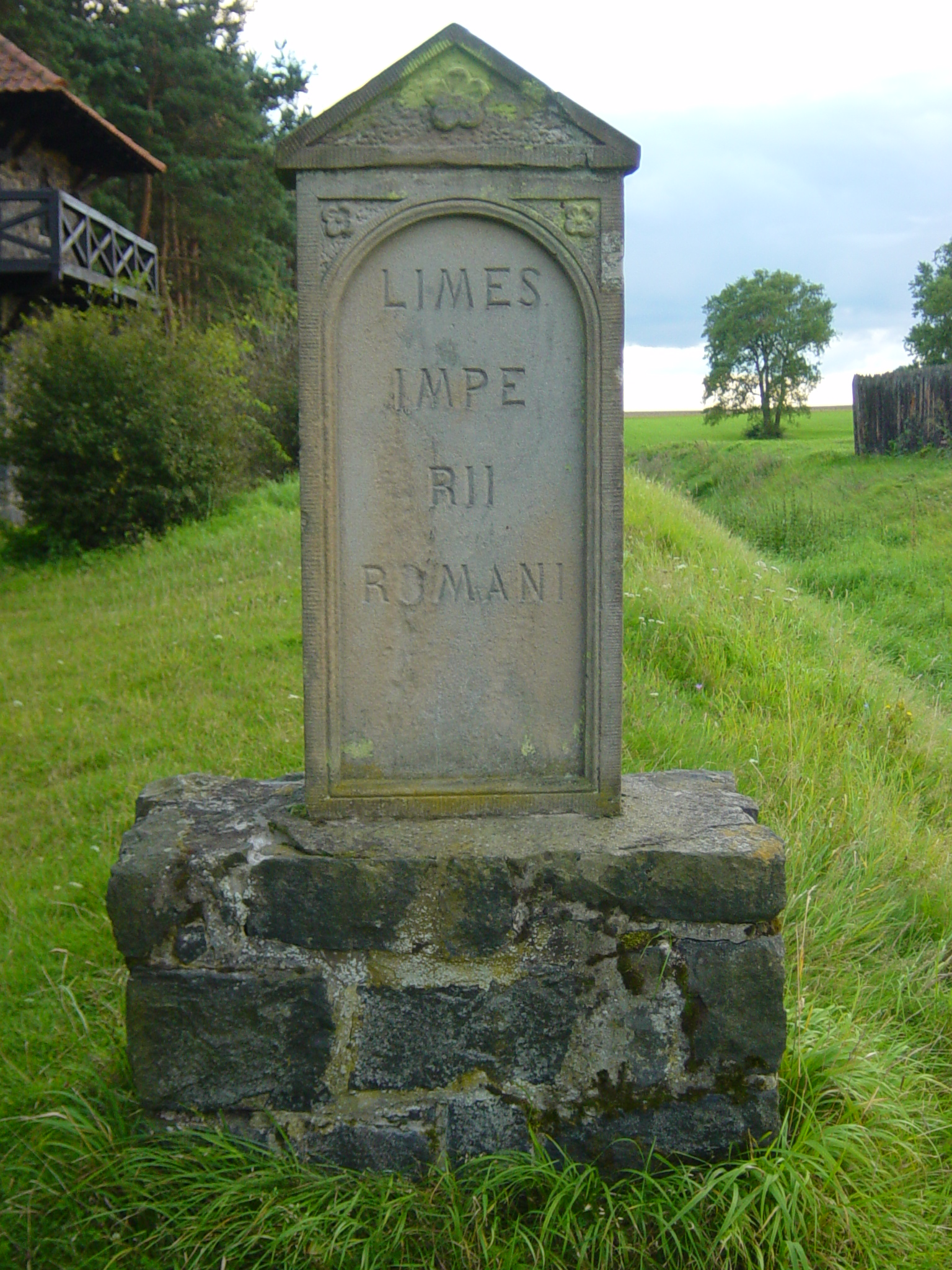
Rückseite. Links im Hintergrund der rekonstruierte Wachturm, rechts Graben und Palisaden

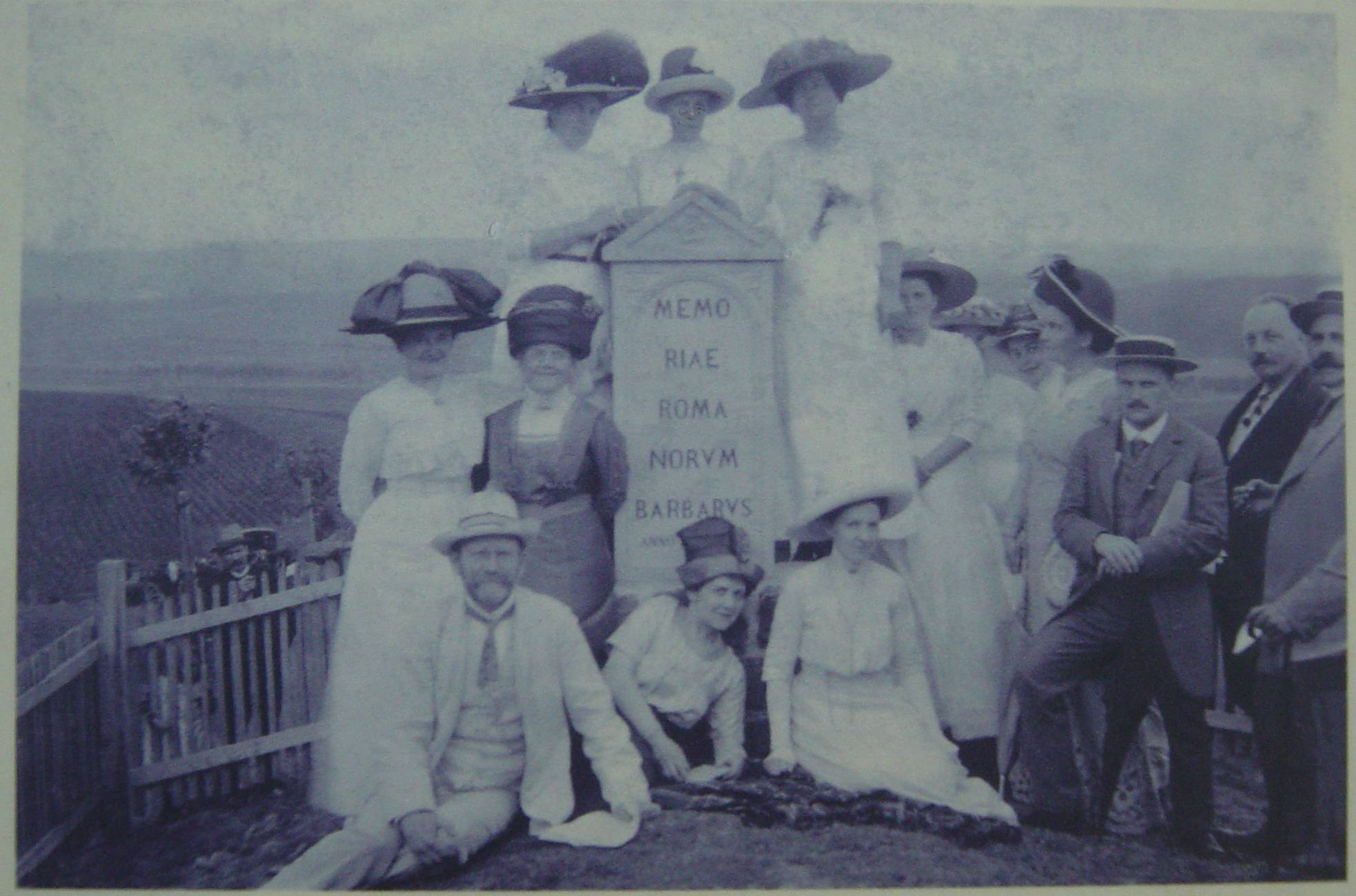
Einweihung 1912

Der sogenannte Barbarenstein bei Grüningen im hessischen Landkreis Gießen ist ein 1912 errichteter Gedenkstein am Wetterau-Limes, der an den dortigen Verlauf des römischen Limes erinnert. Er ist aus künstlerischen und geschichtlichen Gründen als Kulturdenkmal aufgrund des Hessischen Denkmalschutzgesetzes ausgewiesen. Außerdem ist er Bestandteil des UNESCO-Welterbes Obergermanisch-Raetischer Limes.

## Geographische Lage
Der Barbarenstein steht an der nördlichsten Ausbuchtung des Wetterau-Limes, einem Teil des Obergermanisch-Raetischen Limes, etwa 1,5 Kilometer (Luftlinie) nordwestlich des Pohlheimer Ortsteils Grüningen, auf der Nordostflanke des Obersteinbergs (287,6 m ü. NN). Er befindet sich am Westrand eines kleinen Hains nördlich limesaufwärts des Kleinkastells Holzheimer Unterwald neben dem rekonstruierten römischen Wachturm Wp 4/49 auf rund 270 m Höhe.

## Beschreibung
Der auf einem kleinen Bruchsteinsockel errichtete Gedenkstein steht auf dem Wall eines mit Palisaden und Graben rekonstruierten Teilstückes des Limes bei der Turmstelle Wp 4/49. Der hochrechteckige Quader aus gelblich-grauem Sandstein ist der Grabstele eines römischen Soldaten nachempfunden und besitzt als Abschluss eine Dreiecksverdachung. Innerhalb dieses mit Bossenwerk versehenen Giebels ist auf beiden Seiten eine Blüte ausgebildet.

## Geschichte
Robert Sommer, der Direktor der Psychiatrie der Universitätsklinik Gießen (heute: Zentrum für Psychiatrie im Universitätsklinikum Gießen und Marburg), ließ den Gedenkstein 1912 gemeinsam mit seiner Frau als Denkstein oder Limesdenkstein errichten.
Die lateinische Inschrift bedeutet ‚Zur Erinnerung an die Römer, ein Barbar‘.
Der Volksmund entwickelte daraus den Namen Barbarenstein, welcher sich durchsetzte.
Die Inschrift ist laut Sommer selbstironisch gemeint und zeigt eine Geschichtsauffassung im frühen 20. Jahrhundert, die auf eine „Polarisierung zwischen römischer Zivilisation und einem idealisierten Germanentum abzielte“.
Sommer erwarb 1910 ein 3000 Quadratmeter großes Grundstück mit einem 250 Meter langen Stück Limeswall, um eine Einebnung des Areals durch fortschreitende landwirtschaftliche Nutzung abzuwehren.
Er übertrug Gedenkstein und Grundstück 1935 der Gemeinde Watzenborn und der Heimatvereinigung Schiffenberg, an deren Gründung 1929 er selbst beteiligt war.
Die mit der Schenkung verbundene Verpflichtung, das Areal zu erhalten, wurde vom Verein bis heute erfüllt.
Der im Jahr 1967 nach späterem Kenntnisstand fehlerhaft rekonstruierte Wachturm bei dem Gedenkstein wurde 2012 erneut renoviert.
Eine 2012 von der Heimatvereinigung errichtete Gedenktafel „100 Jahre Barbarenstein“ wurde bereits nach 25 Tagen entwendet.

## Inschrift
Am Stein befinden sich vier eingemeißelte lateinische Inschriften, eine an jeder Seite.
Von der Inschrift der nach Süden ausgerichteten Seite leitet sich der Name „Barbarenstein“ her:
MEMORIAE ROMANORVM BARBARVS ANNO MDCCCCXII
„Zur Erinnerung an die Römer, ein Barbar im Jahre 1912“.
Auf der nach Norden gewandten Rückseite steht die Inschrift:
LIMES IMPERII ROMANI
„Grenze des Römischen Reiches“.
An den Schmalseiten ist der Name des Errichters eingemeißelt.
ROBERTVS SOMMER CVM VXORE
„Robert Sommer mit Ehefrau“
CIVIS GISSENSIS
„ein Bürger Gießens“.